# Acto Adicional de 1852
El Acto Adicional de 1852 representa la primera revisión de la Carta Constitucional portuguesa, que estuvo en vigor entre 1842 y 1910. El Acto, fechado el 5 de julio, surgió tras el alejamiento de Costa Cabral del Gobierno constitucional, compuestos de septembristas y cartistas, que dio inicio a la llamada Regeneración. Esta acta adicional a la Carta Constitucional fue la primera de tres que hubo: en 1852, en 1885 y en 1896.

## Articulado
Constituido por 16 artículos, el Acto de 1852 refuerza el poder de la Cámara; altera la forma de elección de los diputados, pasando estos a ser electos por sufragio censitario por todos los ciudadanos con un mínimo de 100 000 reales de renta (ensanchando, así, el número de electores); y establece el principio de la alternancia partidaria. Introduce nuevas leyes de naturaleza fiscal y abole la pena de muerte para los crímenes de naturaleza política. 
El Acto Adicional de 1852 trajo el consenso al nivel político, facilitando las reformas propuestas por el nuevo gobierno, y atenuó los conflictos entre aristócratas y burgueses.